# Гошів (Бещадський повіт)
Го́шів (пол. Hoszów) — село в Польщі, у гміні Устрики-Долішні Бещадського повіту Підкарпатського воєводства. Колишнє бойківське село, у рамках договору обміну територіями 1951 року все українське населення насильно переселено. Населення — 293 особи (2011).

## Розташування
Гошів знаходиться за 6 км на південний схід від адміністративного центру ґміни Устрик-Долішніх і за 85 км на південний схід від адміністративного центру воєводства Ряшева, за 5 км від державного кордону з Україною, при воєводській дорозі № 896. Колишнє бойківське село.

## Історія

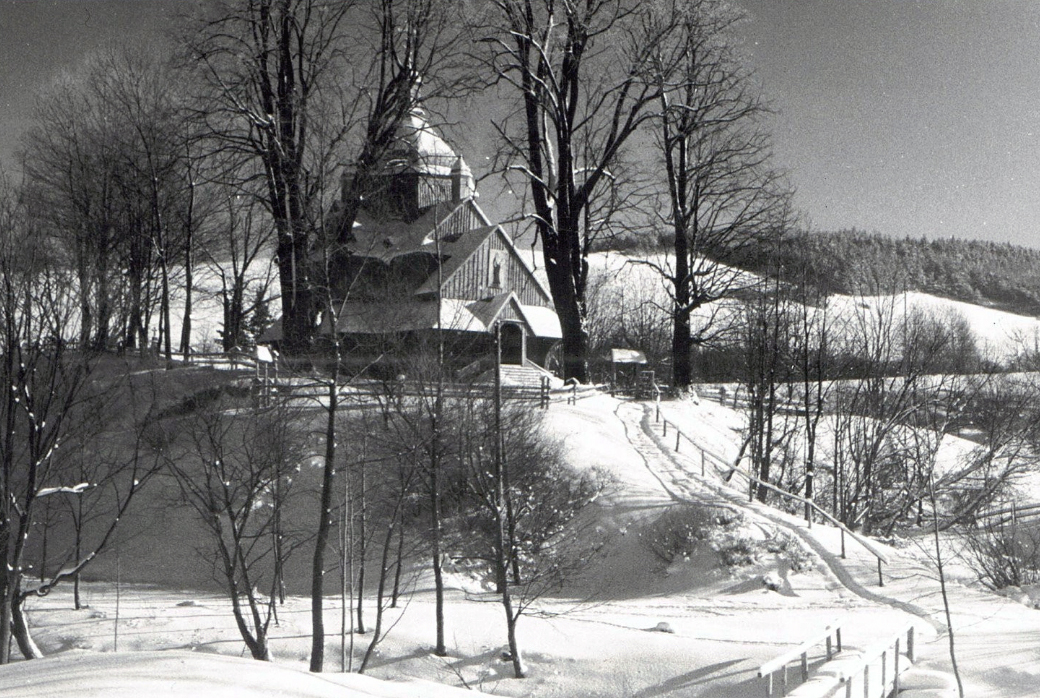
Церква св. Миколая 1939 - 47 рр.

У 1420 р. король Владислав II Ягайло надав пустку Гошів Перемишльської землі Руського воєводства лицарю Івану Влашину.
У 1772-1918 рр. село було у складі Австро-Угорської монархії, у провінції Королівство Галичини та Володимирії. У 1882 році село належало до Ліського повіту, у селі нараховувався 308 жителів, з них 281 греко-католик і 27 римо-католиків.
У 1919-1939 рр. — у складі Польщі. Село належало до Ліського повіту Львівського воєводства, у 1934-1939 рр. входило до складу ґміни Устрики-Долішні. На 01.01.1939 в селі було 550 жителів, з них 480 українців-грекокатоликів, 40 українців-римокатоликів і 30 євреїв.
З 1939 до 1951 село відносилось до Нижньо-Устрицького району Дрогобицької області, у рамках договору обміну територіями 1951 року все українське населення насильно виселене у село Староварварівку (Олександрівський район, Сталінська область, УРСР), на їх місце переселено поляків.
У 1975-1998 роках село належало до Кросненського воєводства.

## Демографія
Демографічна структура станом на 31 березня 2011 року:
|          | Загалом | Допрацездатний вік | Працездатний вік | Постпрацездатний вік |
| -------- | ------- | ------------------ | ---------------- | -------------------- |
| Чоловіки | 143     | 32                 | 95               | 16                   |
| Жінки    | 150     | 38                 | 85               | 27                   |
| Разом    | 293     | 70                 | 180              | 43                   |

## Церква
В 1939 р. збудована дерев’яна церква св. О. Николая, була парафіяльною, належала до Устрицького деканату Перемишльської єпархії УГКЦ. Постала на місці та з матеріалу попереднього храму XVIII століття. Під час Другої світової війни була ще на завершеною та використовувалась як склад амуніції. Будівництво було остаточно завершено вже у 1947-1948 роках. 
Після виселення українців церква пустувала, поки в 1971 р. не пристосована під костел блаженної Броніслави. У 1977 р. ґонтове покриття даху замінили на бляшане.
Церкву внесено до загальнодержавного реєстру пам'ятників історії.